# Sanierungs- und Abwicklungsgesetz
Das Sanierungs- und Abwicklungsgesetz ist ein deutsches Bundesgesetz. Es regelt die Sanierung und Liquidation von Kreditinstituten, die in Schieflage geraten sind mit dem Ziel der stärkeren Finanzstabilität und der Verhinderung von Finanzkrisen. Das Gesetz erlaubt den Aufsichtsbehörden beispielsweise bereits früher einzugreifen, wenn Banken sich einer Krise nähern. Auch die Pflicht zur Erstellung von Sanierungsplänen wurde auf sämtliche deutschen Banken erweitert, nachdem sie vormals nur für größere Banken nach dem Trennbankengesetz galt. Des Weiteren ergänzt das Gesetz das geltende Insolvenzrecht für Kreditinstitute.